# Anton Rákay
Anton Rákay (Verbó, 1925. május 15. – 2013. július 27.) szlovák író és orvos.

## Élete
1936 és 1944 között a malackai gimnáziumban, 1944-től 1950-ig a Pozsonyi Egyetem Orvostudományi Karán tanult. 1950 és 1951 között Poprádon, Kvetnicén orvosként dolgozott az Állami Egészségügyi Intézetben. A következő években (1951–1955) is orvosként alkalmazták Matlárházán. 1956-tól 1985-ig a sebészeti osztály vezetője Újszéplakon.
A következő években (1985–1987) az újtátrafüredi gyógyfürdőben dolgozott, majd  visszavonult, és nyugdíjasként Stólán élt.

## Munkássága
Orvosi munkája mellett az irodalommal is foglalkozott, arról írt, amit orvosként tapasztalt. 1991-ben debütált a Tabu című könyvvel . Munkáiban foglalkozott az orvosi etika, valamint a társadalom egészének erkölcsi kérdéseivel, olyan témákat vetve fel, mint a rák. Az orvosi magánélet tiszteletben tartásának etikája, az eutanázia problémája és sok más fontos téma, amelyek napi szinten befolyásolják sok orvos életét. Több mint 50 szakmai anyagot írt orvosi szakmájából.

## Művei
- Tabu (1991)
- Koniec sezóny v raji (1994) A szezon vége a paradicsomban
- Dvojitá stredová čiara (1994) Dupla középvonal
- Tiché biele steny (1995) Csendes, fehér falak
- Podaj ruku smrti (1997) Adj kezet a halálnak
- Pandoka (2000)
- A žiť budeš ďalej (2000) És tovább fogsz élni
- Polčas rozpadu (2002) Fél élet
- Nenáviď blížneho svojho (2009) Utáld a szomszédot
- Kalamita (2009) Csapás
- Ešte sa stretneme (2011) Újra találkozunk
- Rozprávky z Tatier (2013) Mesék a Tátrából

## Fordítás
- Ez a szócikk részben vagy egészben  az   Anton Rákay című szlovák Wikipédia-szócikk ezen változatának fordításán alapul.  Az eredeti cikk szerkesztőit annak laptörténete sorolja fel. Ez a jelzés csupán a megfogalmazás eredetét és a szerzői jogokat jelzi, nem szolgál a cikkben szereplő információk forrásmegjelöléseként.